# Cesare Aretusi
Pour les articles homonymes, voir Aretusi.
Cesare Aretusi  (baptisé à Bologne le 1er septembre 1549 - mort le 4 octobre 1612 à Parme)  est un peintre italien portraitiste de la fin de la Renaissance qui fut actif à la fin du XVIe  et début du XVIIe siècle.

## Biographie
Cesare Aretusi s'est  formé auprès de  Bartolommeo Ramenghi (Bagnacavallo). Reconnu avant tout comme peintre portraitiste, Aretusi a également peint la coupole de la cathédrale Saint-Pierre à Bologne, où il fut assisté par Giovanni Battista Fiorini. Aretusi a restauré les fresques de Correggio pour la tribune de la cathédrale de Parme, et a fait une copie de La Nuit (du Corrège) pour l'église de San Giovanni à Parme.

## Images

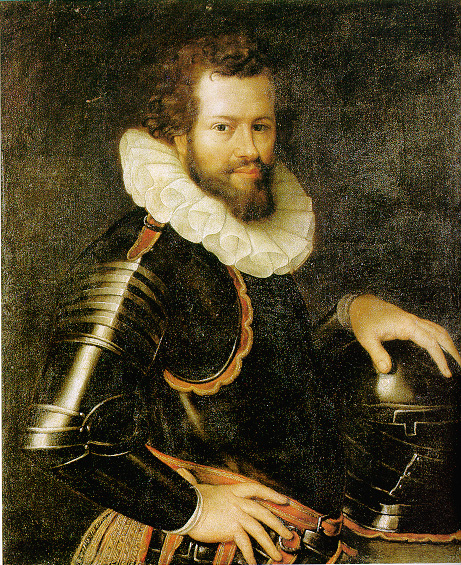
Portrait de Ranuccio I Farnèse.
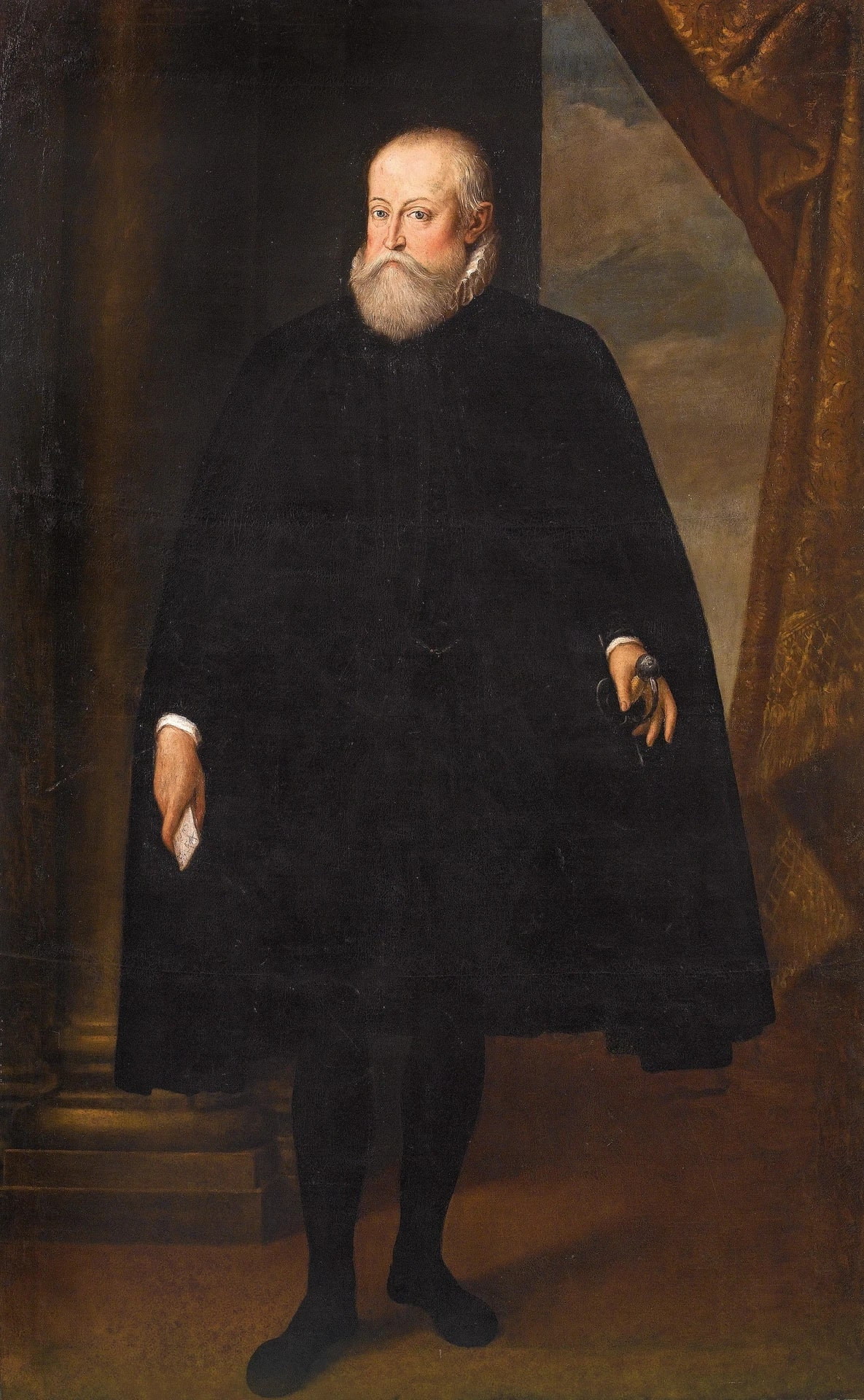
Portrait d'Alphonse II d'Este.